# Animaniacs: Lights, Camera, Action!
Animaniacs: Lights, Camera, Action! es un videojuego de acción desarrollado por Ignition Entertainment y distribuido por Warthog para las consolas Game Boy Advance y Nintendo DS. Llegó al mercado europeo el 30 de julio de 2005 y al mercado estadounidense el 14 de noviembre del mismo año, no llegando a tierras niponas.
El juego toma lugar en un mundo isométrico. Los personajes de la serie de dibujos Animaniacs hacen aparición en el juego como protagonistas, viviendo aventuras totalmente nuevas con respecto a la serie animada.

## Juego
Animaniacs: Lights, Camera, Action! se desarrolla como si de una película se tratara. El director está presente a lo largo de cada etapa y es quien dice qué hacer en cada momento a fin de completar la película. La base del juego consiste en correr a lo largo de las diversas fases evitando enemigos, resolviendo puzles y encontrando llaves para poder abrir las puertas correspondientes y seguir avanzando. Además, al final de la mayoría de las etapas hay algún jefe a quien habrá que hacer frente y derrotar para avanzar en la película.
A diferencia de otros juegos del mismo género, en Animaniacs: Lights, Camera, Action! no hay un indicador de salud, por lo que el jugador no podrá caer derrotado. No obstante, si existe un medidor de tiempo simbolizado por rollos de película. Si un enemigo toca o golpea al jugador, el director interrumpirá el juego gritando "CORTEN" al igual que en el rodaje de las películas, teniendo que empezar de nuevo desde el lugar donde se habló por última vez con el director, por lo que el tiempo juega un papel fundamental en el juego.